# Asclepi (Mondkrater)
Asclepi ist ein Einschlagkrater im zerklüfteten südlichen Hochland auf dem Erdmond.
Der äußere Rand ist durch zahlreiche nachfolgende Einschläge erodiert und nahezu bis auf das Niveau des umliegenden Geländes abgetragen. Im Ergebnis erscheint der Krater nur noch als Mulde in der Oberfläche. Der Krater ist entsprechend alt, der Einschlag ereignete sich in der pränektarischen Periode. Das Kraterinnere ist nahezu eben und weist keine größeren Strukturen auf.
In der Umgebung von Asclepi befinden sich die Krater Hommel im Osten, Pitiscus im Nordnordosten und Baco im Nordwesten. Der kleinere Krater Tannerus liegt in westsüdwestlicher Richtung.
Asclepi hat sieben Nebenkrater:
| Buchstabe | Position           | Durchmesser | Link |
| --------- | ------------------ | ----------- | ---- |
| A         | 53,1° S, 23° O     | 13 km       |      |
| B         | 54,26° S, 23,79° O | 17 km       |      |
| C         | 53,54° S, 23,44° O | 10 km       |      |
| D         | 53,64° S, 24,09° O | 18 km       |      |
| E         | 52,27° S, 24,1° O  | 6 km        |      |
| G         | 53,51° S, 24,76° O | 5 km        |      |
| H         | 52,8° S, 25,18° O  | 18 km       |      |

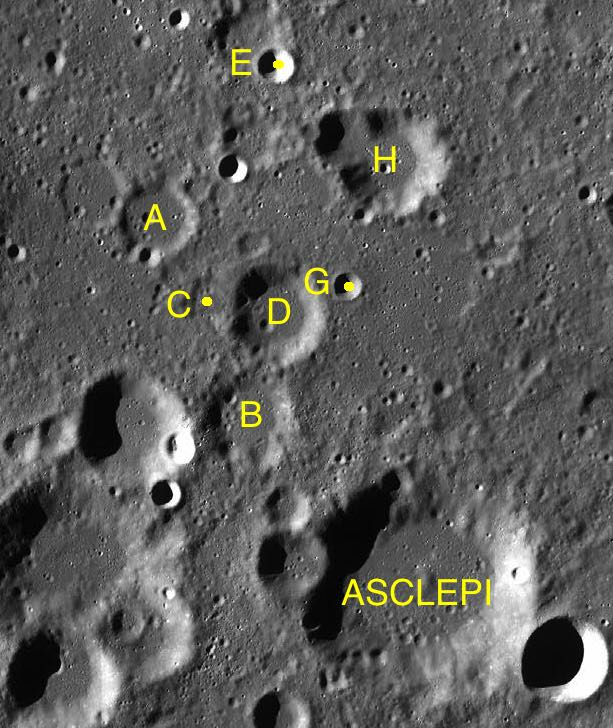
Asclepi und seine Nebenkrater

Der Krater wurde 1935 von der IAU offiziell nach dem italienischen Astronomen Giuseppe Asclepi benannt.